# Конрад I (Тюбинген-Лихтенек)
Конрад I фон Тюбинген-Лихтенек (на немски: Konrad I von Tübingen-Lichteneck; † 1 октомври 1410) е граф на Тюбинген и господар на замък Лихтенек при Кенцинген.

## Произход
Той е син на граф Готфрид III фон Тюбинген-Бьоблинген († сл. 1369) и съпругата му графиня Клара фон Фрайбург († 1371), единствената дъщеря наследничка на граф Фридрих фон Фрайбург, фогт в Брайзгау († 1356), и маркграфиня Анна фон Хахберг-Заузенберг († 1331). Внук е на граф Вилхелм II фон Тюбинген-Бьоблинген († 1327) и графиня Хайлика фон Еберщайн († сл. 1318).
През 1342 г. баща му Готфрид IIIпродава Тюбинген на Вюртемберг, наследява чрез съпругата си замък Лихтенек и основава линията Тюбинген-Лихтенек. Собственостите отиват преди всичко чрез продажба на Вюртемберг (Тюбинген 1342) или чрез дарение на манастир Бебенхаузен (днес в град Тюбинген), основан ок. 1183 г. като фамилно гробно място от пфалцграф Рудолф I фон Тюбинген († 1219).

## Фамилия
Конрад I фон Тюбинген-Лихтенек се жени три пъти.
Първи брак: сл. 1355 г. с Катерина де Фаукогней († сл. 1355), бракът е бездетен
Втори брак: сл. 1355 г. с Анна фон Юзенберг († 1400), дъщеря на Хесо V фон Юзенберг († 1379) и Гизела Малтерер († 1363). Бракът е бездетен
Трети брак: пр. 14 юли 1401 г. с Верена Малтерер († 1430), дъщеря на рицар Мартин Малтерер († 1386 при Земпах) и Анна фон Тирщайн († 1401). Те имат един син:
- Конрад II фон Тюбинген-Лихтенек (†18 май 1453), граф на Тюбинген и господар на Лихтенек, женен пр. 21 май 1430 г. за графиня Анна фон Лупфен-Щюлинген († сл. 1470)